# 空中要塞
《空中要塞》是一款由HAL研究所制作和发行的平台类游戏。游戏于1987年8月17日在日本地区FC游戏机发行，1989年在北美地区发行。
Farmel行星的人们最近获得了大空旅行的技术。当他们急切地希望探索宇宙时，发行一大群空中要塞向他们方向驶来。
玩家逐渐进入更具挑战性的空中要塞。每一个空中要塞具有两个等级：空中基地和空中要塞。